# Henrique Hilário
Henrique Hilário Meireles Alves Sampaio (* 21. Oktober 1975 in São Pedro da Cova), genannt Hilário, ist ein ehemaliger portugiesischer Fußballtorhüter, der zuletzt beim FC Chelsea in der englischen Premier League unter Vertrag stand.
Obwohl er beim Champions-League-Favoriten aus London eigentlich nur als Nummer 3 geholt wurde, da er eine gute Beziehung zu seinem Trainer José Mourinho hat, stand er zwischenzeitlich als Nummer 1 zwischen den Pfosten. Dies verdankt er einem Spiel des FC Chelsea in der Premier League gegen den FC Reading am 14. Oktober 2006, als sich durch zwei heftige Zusammenstöße zuerst Stammtorhüter Petr Čech einen beinahe tödlichen Schädelbasisbruch zuzog und dann auch noch Ersatztorhüter Carlo Cudicini die Zunge verschluckte. In seiner kurzen Zeit als Vertretung wurde er von vielen Seiten gelobt. Gegen Sheffield United hielt er beispielsweise einen wichtigen Elfmeter, der für Chelsea den Rückstand bedeutet hätte.

## Titel und Erfolge
- UEFA Champions League: 2012
- UEFA Europa League: 2013